# Protection rapprochée (film)
Pour plus de détails, voir Fiche technique et Distribution.
Protection rapprochée (titre original : Assassination) est un film américain réalisé par Peter Hunt et sorti en 1987.

## Synopsis
Jay Killian, un vétéran des services de protection, se voit confier la sécurité de Lara Royce Craig, la première dame des États-Unis. Arrogante et plutôt têtue, elle se heurte à la détermination et au professionnalisme de son protecteur...

## Fiche technique
- Titre original : Assassination
- Réalisation : Peter Hunt
- Scénario : Richard Sale
- Directeur de la photographie : Hanania Baer
- Montage : James Heckert et Charles Simmons (non crédité)
- Musique : Valentine McCallum et Robert O. Ragland
- Costumes : Shelley Romarov
- Décors : William Cruse
- Production : Pancho Kohner
- Genre : Film d'action, Drame
- Pays de production :  États-Unis
- Durée : 105 minutes (1 h 45)
- Dates de sortie :
  - États-Unis : 9 janvier 1987
  - France : 15 avril 1987

## Distribution
- Charles Bronson (VF : Edmond Bernard) : Jay Killian
- Jill Ireland (VF : Perrette Pradier) : Lara Royce Craig
- Stephen Elliott (VF : Jacques Deschamps) : Fitzroy
- Jan Gan Boyd : Charlotte Chong
- Randy Brooks (VF : Marc Alfos) : Tyler Loudermilk
- Robert Axelrod (VF : Philippe Mareuil) : Derek Finney
- Erik Stern : Eddie Bracken
- Michael Ansara (VF : Claude D'Yd) : Sénateur Hector Bunsen
- James Staley : Briggs
- Kathryn Leigh Cook : Polly Simms
- James Acheson : Osborne Weems
- Jim McMullan : l'éclair (Zipper en VO)
- William Hayes : Pritchard Young
- William Prince (VF : Jean-François Laley) : H.H. Royce
- Charles Howerton : Président Calvin Craig
- Chris Alcaide : le chef de justice
- Beverly Thompson (VF : Janine Forney) : June Merkel
- Natalie Alexander (VF : Catherine Sola) : Claire Thompson

## Autour du film
- Ce film est le dernier dans lequel Jill Ireland joue aux côtés de son époux Charles Bronson.
- Dans le rôle de Pritchard Young, on retrouve William Hayes qui a été emprisonné plusieurs années en Turquie pour possession de drogue et dont l'histoire a été adaptée au cinéma dans le film Midnight Express, en 1978.
- L'édition française du film en DVD présente une erreur : l'illustration de la jaquette représente l'affiche du Justicier de New-York.